# Liste schwedischer Eisenbahngesellschaften
Diese Liste schwedischer Eisenbahngesellschaften enthält Aktiengesellschaften und weitere Unternehmen, die Eisenbahnstrecken im schwedischen Eisenbahnnetz gebaut und/oder betrieben haben oder betreiben. In den Tabellen sind Eisenbahnverkehrsunternehmen, Eisenbahninfrastrukturunternehmen sowie Gesellschaften, die beide Betriebszweige unterhalten, aufgeführt.
Die Eisenbahnverkehrsunternehmen, die keine eigene Infrastruktur besitzen, sondern Zugverkehr auf dem Netz eines anderen Unternehmens betreiben, sind mit „kein eigenes Netz“ gekennzeichnet.  Bei den EVU mit eigener Infrastruktur ist ferner die Spurweite der betriebenen Strecke(n) aufgeführt.

## Liste bestehender schwedischer Eisenbahngesellschaften
Folgende Unternehmen haben die nötigen Lizenzen, um als Eisenbahnverkehrsunternehmen zu operieren, und die nötige Sicherheitszertifizierung der Transportstyrelsen (P=Personenverkehr; G=Güterverkehr; Stand 2022):
| Name                                            | Abkürzung | Bemerkungen                                                    |
| ----------------------------------------------- | --------- | -------------------------------------------------------------- |
| SJ AB                                           | SJ        | (P)                                                            |
| A-Train AB                                      | AEX       | (P)                                                            |
| Baneservice Skandinavia AB                      |           | (G)                                                            |
| BDX Företagen AB                                | BDX       | (G)                                                            |
| Bergslagernas Järnvägssällskap                  | BJs       | (P)                                                            |
| BLS Rail AB                                     | BLS       | (P+G)                                                          |
| CargoNet AS                                     |           | (G)                                                            |
| CFL Cargo Sverige AB                            | CFL       | (G)                                                            |
| DB Cargo Scandinavia A/S                        | BJs       | (P)                                                            |
| Draglok AB                                      |           | (P+G)                                                          |
| Engelsbergs Norberg Järnvägshistoriska förening |           | (P)                                                            |
| Green Cargo AB                                  | GC        | (G)                                                            |
| Green Cargo Norge AS                            | GC        | (G) in Norwegen                                                |
| Hector Rail AB                                  | HR        | (P+G)                                                          |
| Infrakraft Sverige AB                           |           | (G)                                                            |
| Infranord AB                                    |           | (G)                                                            |
| Infraservice Group Scandinavian AB              |           | (G)                                                            |
| Infratek Sverige AB                             |           | (G)                                                            |
| Inlandståget AB                                 | IBAB      | (P)                                                            |
| Kalmar Veterantåg                               | KV        | (P)                                                            |
| LKAB Malmtrafik AB                              |           | (G) Tochtergesellschaft von LKAB, transportiert deren Eisenerz |
| LKO Teknik AB                                   |           | (G)                                                            |
| MTR Nordic AB                                   |           | (P)                                                            |
| Nordic Railway Construction Sverige AB          |           | (G)                                                            |
| Nässjö järnvägsmuseum                           |           | (P)                                                            |
| Orsa Jernvägsförening                           |           | (P)                                                            |
| ProTrain Trafik AB                              |           | (G)                                                            |
| Railcare T AB                                   |           | (G)                                                            |
| Snälltåget AB                                   |           | (P)                                                            |
| Spark Trade Produktion AB                       |           | (G)                                                            |
| SSAB EMEA AB                                    |           | (G)                                                            |
| Stiftelsen Dal-Västra Värmlands Järnväg         | DVVJ      | (P+G)                                                          |
| Stockholms Ånglokssällskap                      | SÅS       | (P)                                                            |
| Strukton Rail AB                                |           | (G)                                                            |
| Svensk Tågkraft AB                              |           | (G)                                                            |
| Trafikverket AB                                 |           | (P+G)                                                          |
| Transdev Sverige AB                             |           | (P)                                                            |
| TX Logistik AB                                  |           | (G)                                                            |
| Tågfrakt Produktion i Sverige AB                |           | (G)                                                            |
| Tågåkeriet i Bergslagen                         | TÅGAB     | (P+G)                                                          |
| VR Sverige AB                                   |           | (P) (bis 2022 Arriva Sverige)                                  |
| Vy Tåg AB                                       | Vy        | (P) (bis 2019 Tågkompaniet)                                    |
| VÄTE Rail AB                                    |           | (G)                                                            |

Das größte Eisenbahninfrastrukturunternehmen in Schweden ist Trafikverket.

## Liste ehemaliger schwedischer Eisenbahngesellschaften
| Gesellschaft                                            | Abkürzung  | Spurweite                | Streckenlänge                              | Bemerkungen, z. B.: betriebene Eisenbahnstrecken |
| ------------------------------------------------------- | ---------- | ------------------------ | ------------------------------------------ | --- |
| Ängelholm-Klippans Järnväg                              | EKJ        | 1435 mm                  | 27 km                                      | (1904–1953), Bahnstrecke Ängelholm–Klippan, ab 1908 Ängelholm-Klippans Nya Järnvägsaktiebolag, ab 1928 Betriebsführung durch Helsingborg–Hässleholms Järnväg (HHJ) |
| Anneberg-Ormaryds Järnväg                               | AOJ        | 600 mm                   | 7 km                                       | (1909–1935), Bahnstrecke Ormaryd–Anneberg |
| Askersund–Skyllbergs Järnvägsaktiebolag                 | ASLJ       | 891 mm                   | 14 km                                      | (1883–1955), Bahnstrecke Askersund–Skyllberg–Lerbäck |
| Bergslagernas Järnvägar                                 | BJ         | 1435 mm                  | 468 km                                     | (–1947), Bergslagsbanan Göteborg–Falun (458 km) und Bahnstrecke Rämshyttan–Idkerberget (10 km) |
| Bjärred–Lund–Harlösa Järnväg                            | BLHJ       | 1435 mm                  | 36 km                                      | (1918–1940), Bahnstrecke Lund–Harlösa der Lund–Revinge Järnvägsaktiebolag und Bahnstrecke Bjärred–Lund der Lund–Bjärreds Järnvägsaktiebolag, beide Gesellschaften standen seit 1912 unter Verwaltung von Lund stads järnvägar. Strecken 1939 teilweise stillgelegt, Reststrecken Flädie–Fjelie, Harlösa–Revingehed und Högevall–Hardeberga 1940 von SJ übernommen |
| Blekinge Kustbanor                                      | BKB        | 1067 mm                  |                                            | |
| Borås-Alvesta Järnväg                                   | BAJ        | 1435 mm                  |                                            | |
| Borås-Herrljunga Järnväg                                | BHJ        | 1217 mm                  |                                            | |
| Borås-Herrljunga Järnväg                                | BHJ        | 1435 mm                  |                                            | |
| Borås-Jönköpings Järnväg                                | BsJJ       | 1435 mm                  | 98 km                                      | (1928–1940), Bahnstrecke Borås–Jönköping, 1940 von SJ übernommen |
| Borås-Ulricehamns Järnväg                               | BUJ        | 1435 mm                  | 38 km                                      | (1912/1914–1928), Bahnstrecke Borås–Ulricehamn, 1928 umgewandelt in Borås–Jönköpings Järnväg (BsJJ) |
| Borgholm–Böda Järnvägsaktiebolaget                      | BBJ        | 891 mm                   | 55 km                                      | (1903–1928), Bahnstrecke Borgholm–Böda, fusionierte 1928 mit Södra Öland Järnväg (SÖJ) zu Ölands Järnvägar (ÖJ) |
| Börringe–Anderslövs Järnvägsaktiebolag                  | BAJ        | 1435 mm                  | 8 km                                       | (1883–1887), Bahnstrecke Börringe–Anderslöv, 1887 von Börringe–Östratorps Järnvägsaktiebolag übernommen |
| Börringe–Östratorps Järnvägsaktiebolag                  | BÖJ        | 1435 mm                  | 22 km                                      | (1883–1941), Bahnstrecke Börringe–Östratorp, 1941 im Rahmen der Eisenbahnverstaatlichung in die SJ eingegliedert |
| Bredåkra-Tingsryds Järnväg                              | BTJ        | 1067 mm                  |                                            | |
| Byvalla-Långshyttans Järnväg                            | BLJ        | 891 mm                   | 27 km                                      | |
| Christinehamn-Sjöändans Järnväg                         |            | 1099 mm                  | 11 km                                      | (1849–1873), Bahnstrecke Christinehamn–Sjöändan, zweite Eisenbahnstrecke in Schweden, Pferdebetrieb bis 1858, 1873 übernommen von Östra Värmlands järnvägsaktiebolag (OWJ) |
| Cimbrishamn–Tomelilla Jernväg                           | CTJ        | 1435 mm                  | 27 km                                      | (1892–1896), Bahnstrecke Tomelilla–Simrishamn, 1896 von Malmö–Tomelilla Järnväg übernommen |
| Dal–Västra Värmlands Järnvägsaktiebolag                 | DVVJ       | 1435 mm                  | 182 km                                     | (1914–1936), Bahnstrecke Beted–Skillingsfors, 19 km und Bahnstrecke Mellerud–Arvika, 163 km, 1937 von Järnvägsaktiebolaget Dal–Västra Värmland übernommen |
| Järnvägsaktiebolaget Dal–Västra Värmland                | DVVJ       | 1435 mm                  | 252 km                                     | (1937–1947), Bahnstrecke Beted–Skillingsfors, 19 km, Bahnstrecke Mellerud–Arvika, 163 km und Bahnstrecke Åmål–Årjäng, 72 km, 1947 von Trafikförvaltningen Göteborg–Dalarne–Gävle (TGDG) übernommen |
| Dala-Hälsinglands Järnväg                               | DHdJ       | 1435 mm                  |                                            | |
| Dala-Ockelbo-Norrsundets Järnväg                        | DONJ       | 891 mm                   |                                            | |
| Dalälven-Rämen-Kortfors Järnväg                         | DRKJ       | 1435 mm                  | 3 km                                       | (1876–1888), Bahnstrecke Kortfors–Karlsdalsbruk, 1888 von Svartelvs järnvägsaktiebolag übernommen |
| Dalkarlsbergs Järnväg                                   | BDJ        | 802 mm                   |                                            | |
| Dalslands Järnväg                                       | DJ         | 1435 mm                  |                                            | |
| Dannemora–Hargs Järnvägsaktiebolag                      | DHJ        | 891 mm                   | 39 km                                      | (1874–1951), Bahnstrecke Örbyhus–Harg mit Nebenstrecke Norrmon–Lövstabruk, am 1. Juli 1951 im Rahmen der Eisenbahnverstaatlichung in die SJ eingegliedert |
| Eksjö-Österbymo Järnväg                                 | EÖJ        | 891 mm                   | 34,5 km                                    | (1911–1945), Bahnstrecke Eksjö–Österbymo, zum 1. Januar 1946 im Rahmen der Eisenbahnverstaatlichung in die SJ eingegliedert |
| Enköping–Heby–Runhällens Järnvägs AB                    | EHRJ       | 1435 mm                  | 49 km                                      | (1906–1908), Bahnstrecke Enköping–Runhällen, 1908 von Stockholm–Västerås–Bergslagens Järnvägar (SWB) übernommen |
| Eslöv-Hörby Järnväg                                     | EHJ        | 1435 mm                  |                                            | |
| Fågelsta-Vadstena-Ödeshögs Järnväg                      | FVOJ       | 891 mm                   | 42 km                                      | (1885–1919), Bahnstrecke Fågelsta–Ödeshög, übernahm 1886 die Vadstena-Fågelsta Järnväg (WFJ), 1919 von Mellersta Östergötlands Järnväg (MÖJ) übernommen |
| Falkenbergs Järnväg                                     | FJ         | 891 mm                   |                                            | |
| Falköping–Uddagårdens Järnväg                           | FUJ        | 891 mm                   | 5 km                                       | (1923–1954), Bahnstrecke Falköping–Uddagården, übernommen von Falköpings kalkbruksbolag (seit 1882 als Pferdebahn, ab 1887 Lokomotivbetrieb mit öffentlichem Güterverkehr), Betriebsführung durch Västergötlands förenade kalkindustrier (seit 1918), verstaatlicht und umgebaut auf Normalspur 1954 |
| Falun–Rättvik–Mora Järnvägsaktiebolag                   | FRMJ       | 1435 mm                  | 104 km                                     | (1855–1920), Bahnstrecke Orsa–Falun, als Falun–Siljans Järnvägsaktiebolag gegründet und in Falun–Rättviks Järnvägsaktiebolag umbenannt, 1888 in Falun–Rättvik–Mora Järnvägsaktiebolag umbenannt, 1909 Übernahme der Mora–Älvdalens Järnvägsaktiebolag und der Bahnstrecke Mora–Älvdalen, 1920 von Gävle–Dala Järnvägsaktiebolag übernommen |
| Falun-Västerdalarnes Järnväg                            |            | 1435 mm                  |                                            | |
| Faringe-Gimo Järnväg                                    | FGJ        | 891 mm                   |                                            | |
| Fegen–Ätrans Järnväg                                    | FÄJ        | 1435 mm                  | 6 km                                       | (1887–1890), Bahnstrecke Fegen–Ätran, 1890 von der Halmstad–Nässjö Järnvägsaktiebolag gekauft |
| Filipstads Norra Bergslags Järnväg                      | FNBJ       | 891 mm                   |                                            | |
| Finspång–Norsholms Järnvägsaktiebolag                   | FNJ        | 891 mm                   | 27 km                                      | (1885–1896), Bahnstrecke Finspång–Norsholm, 1896 von der Norra Östergötlands Järnvägsaktiebolag übernommen |
| Föreningen för Kalmar läns östra järnvägs byggand       | KBJ        | 891 mm                   | 77 km                                      | Baugesellschaft für die Kalmar–Berga Järnväg |
| Frykstads Jernvägs Aktiebolag                           |            | 1099 mm                  | 8 km                                       | (1849–1873), Bahnstrecke Fryksta–Lyckan, erste Eisenbahnstrecke in Schweden, Pferdebetrieb bis 1856, Dampfbetrieb bis 1871 |
| Frövi–Ludvika Järnväg                                   | FLJ        | 1435 mm                  | 100 km                                     | (1875–1925), Bahnstrecke Frövi–Ludvika, ab 1877 Mitglied von The Swedish Association, im März 1879 in Liquidation, am 25. Juli 1885 wieder aus der Liquidation genommen, am 10. Februar 1900 Strecke für 50 Jahre an die Trafikaktiebolaget Grängesberg–Oxelösund (TGO) verpachtet, 1925 Insolvenz, Strecke endgültig von TGO übernommen |
| Gammelstad–Karlsvikshyttans Järnvägsaktiebolag          | GKJ        | 1435 mm                  | 5,5 km                                     | (1906–1962), zuvor Eigentum der Luleå järnverksaktiebolag, Bahnstrecke Gammelstad–Karlsvikshyttan, mehrmals abgebaut, nach 1962 Industriegleis der Stadt Luleå, seit 1986 auch Museumsbetrieb |
| Gärds härads Järnväg                                    | GJ         | 1435 mm                  |                                            | |
| Gävle–Dala Järnvägsaktiebolag                           | GDJ        | 1435 mm                  | 91 km                                      | (1855–1920), Bahnstrecke Falun–Gävle, am 1. Januar 1909 verwaltungsmäßiger Zusammenschluss mit anderen Gesellschaften zur Trafikförvaltningen Göteborg–Stockholm–Gävle (GSG), ab 1919 in der Trafikförvaltningen Göteborg–Dalarna–Gävle (GDG), durch Zusammenschluss mehrerer Gesellschaften 1920 dann Gävle–Dala Järnvägar |
| Gävle–Dala Järnvägar                                    | GDJ        | 1435 mm                  |                                            | (1920–1948), Bahnstrecke Falun–Gävle, 1920 Übernahme der Strecken der Falun–Rättvik–Mora Järnvägsaktiebolag (FRMJ) – Bahnstrecke Orsa–Falun – und der Falun–Västerdalarnas Järnvägsaktiebolag (FVJ) durch Auflösung der beiden Gesellschaften, am 1. April 1947 Übernahme der Trafikförvaltningen Göteborg–Dalarna–Gävle (GDG) und aller in ihr verwaltungsmäßig zusammengeschlossenen Gesellschaften durch den Staat, ab 1. Juli 1948 im Rahmen der Eisenbahnverstaatlichung in die SJ eingegliedert |
| Gävle-Ockelbo Järnväg                                   | GOJ        | 1435 mm                  |                                            | |
| Göteborg-Borås-Alvesta Järnväg                          | GBAJ       | 1435 mm                  |                                            | |
| Göteborg-Borås Järnväg                                  | GBJ        | 1435 mm                  |                                            | |
| Göteborg-Hallands Järnväg                               | GHB        | 1435 mm                  | 77 km                                      | (1888–1896), „B“ in der Abkürzung steht für den Hauptaktionär Bergslagernas Järnvägar (BJ), Bahnstrecke Varberg–Göteborg (Teil der Västkustbanan), 1896 verstaatlicht und in die SJ eingegliedert |
| Göteborg-Särö Järnväg                                   | GSJ        | 1435 mm                  |                                            | |
| Gotlands Järnvägsaktiebolag                             | GJ         | 891 mm                   | 117 km                                     | (1876–1947), Bahnstrecke Lärbro–Burgsvik, 1947 unter gleichem Namen verstaatlicht, 1948 im Rahmen der Eisenbahnverstaatlichung in die SJ eingegliedert |
| Guldsmedshyttans AB                                     | SGJ        | 1435 mm                  | 3,7 km                                     | (1873–1987), Bahnstrecke Storå–Guldsmedshyttan (Storå-Guldsmedshyttans Järnväg), Betriebsführung mit den Fahrzeugen der Swedish Central Railway Co. Ltd, später durch die Trafikaktiebolaget Grängesberg–Oxelösunds Järnvägar (TGOJ) |
| Grytgöls Bruks AB                                       |            | 600 mm                   | 4,0 km                                     | (1913–1955), Bahnstrecke Grytgöl–Ljusfallshammar |
| Järnvägsaktiebolaget Gärsnäs–S:t Olof                   | GStOJ      | 1435 mm                  | 13,9 km                                    | (1899–1905), Bahnstrecke Gärsnäs–Sankt Olof, 1905 von Ystad–Gärsnäs Järnvägsaktiebolag übernommen |
| Hällefors-Fredriksbergs Järnvägar                       | HFJ        | 802 mm                   |                                            | (1930–1970), zuvor seit 1875 Bahnstrecke Neva–Hörken (Säfsnäs järnväg/Säfsbanan, teil ursprünglich Industriebahn), 1930 Neubaustrecke Hällefors–Gravendal, zwischen 1955 und 1970 stillgelegt |
| Hallsberg-Motala-Mjölby Järnväg                         | HMMJ       | 1435 mm                  |                                            | |
| Halmstad–Bolmens Järnvägsaktiebolag                     | HBJ        | 1067 mm                  | 64 km                                      | (1886–1947), Bahnstrecke Halmstad–Bolmen und Bahnstrecke Åsen–Unnen, 1947 im Rahmen der Eisenbahnverstaatlichung in die SJ eingegliedert |
| Halmstad–Nässjö Järnvägsaktiebolag                      | HNJ        | 1435 mm                  | 411 km                                     | (1885–1945), Bahnstrecke Halmstad–Nässjö ab 1885, Bahnstrecke Kinnared–Fegen ab 1886, Bahnstrecke Fegen–Ätran ab 1890, Bahnstrecke Vaggeryd–Jönköping ab 1894, Bahnstrecke Torup–Hyltebruk ab 1899/1909, Bahnstrecke Reftele–Gislaved ab 1901, Bahnstrecke Landeryd–Falköping ab 1917, 1945 im Rahmen der Eisenbahnverstaatlichung in die SJ eingegliedert |
| Halmstad–Jönköpings Järnvägsaktiebolag                  | HJJ        | 1435 mm                  | 196 km                                     | (1872–1885), Bahnstrecke Halmstad–Nässjö, 1885 von der Halmstad–Nässjö Järnvägsaktiebolag übernommen |
| Härnösand-Sollefteå Järnväg                             | HdSJ       | 1435 mm                  |                                            | |
| Hästveda-Karpalunds Järnväg                             | HKJ        | 1435 mm                  |                                            | |
| Helsingborg-Hässleholms Järnväg                         | HHJ        | 1435 mm                  |                                            | (1875–1940), Bahnstrecke Helsingborg–Hässleholm und weitere, 1898 Übernahme der Klippan-Röstånga Järnväg (KRJ), ab 1928 Betriebsführung der Ängelholm-Klippans Järnväg (EKJ), ab 1938 unter Verwaltung der SJ, 1940 Eingliederung in die SJ |
| Helsingborg-Råå-Ramlösa Järnväg                         | HRRJ       | 600 mm / 1435 mm         | 8,2 km                                     | (1891–1924), Bahnstrecke Helsingborg–Ramlösa, 1906 auf Normalspur umgebaut und elektrifiziert, 1924 von Straßenbahn Helsingborg (Hälsingborgs stads spårvägar) übernommen |
| Hjo-Stenstorps Järnväg                                  | HSJ        | 891 mm                   | 54,5 km                                    | (1871–1948), Bahnstrecken Hjo–Stenstorp und Svensbro–Tidaholm, 1948 verstaatlicht und eingegliedert in die SJ |
| Höganäs-Mölle Järnväg                                   | HMöJ       | 1435 mm                  | 10 km                                      | (1910–1920), Bahnstrecke Höganäs–Mölle (Möllebanan), 1920 von der SJ übernommen |
| Hönshylte-Kvarnamåla Järnväg                            | HKJ        | 1067 mm                  |                                            | |
| Höör-Hörby Järnväg                                      | HHyJ       | 1435 mm                  |                                            | |
| Hörby-Tollarps Järnväg                                  | HTJ        | 1435 mm                  |                                            | |
| Hudiksvalls Järnväg                                     | HJ         | 1217 mm                  |                                            | |
| Hvellinge-Skanör-Falsterbo Järnväg                      | HSFJ       | 1435 mm                  | 16 km                                      | |
| Hvetlanda–Målilla Järnvägsaktiebolag                    | HvMJ       | 891 mm                   | 51 km                                      | (1882–1917), Bahnstrecke Hvetlanda–Målilla, 1917 von Aktiebolaget Hvetlanda Järnvägar übernommen. |
| Hvetlanda–Sävsjö Järnvägsaktiebolag                     | HvSJ       | 891 mm                   | 30 km                                      | (1904–1917), Bahnstrecke Sävsjö–Hvetlanda, 1917 von Aktiebolaget Hvetlanda Järnvägar übernommen. |
| Inlandsgods AB                                          |            |                          | kein eigenes Netz                          | (1994–18. September 2003) |
| Nya Inlandsgods AB                                      |            |                          | kein eigenes Netz                          | (11. September 2003–30. August 2007) |
| Jularbo-Månsbo Järnväg                                  | JMJ        | 1435 mm                  | 4,2 km                                     | (1919–1981), Bahnstrecke Jularbo–Månsbo |
| Jönköping Gripenbergs Järnvägs Aktiebolag               | JGJ        | 600 mm                   | 44,1 km                                    | (1894–1935), Bahnstrecke Jönköping–Gripenberg, nur bis Vireda gebaut; Jönköping–Husqarna AB ab 1935 normalspurig durch SJ |
| Västra Klagstorp-Tygelsjö Järnväg                       | KTJ        | 1435 mm                  | 5 km                                       | |
| Kalmar-Torsås Järnväg                                   | KTsJ       | 891 mm                   |                                            | |
| Kalmar Järnvägar                                        | KJ         | 1435 mm                  |                                            | |
| Karlshamn-Vislanda-Bolmens Järnväg                      | KVBJ       | 1067 mm                  |                                            | |
| Karlshamn-Vislanda Järnväg                              | KWJ        | 1067 mm                  |                                            | |
| Karlstad-Munkfors Järnväg                               | KMJ        | 891 mm                   |                                            | |
| Karlstad-Skoghalls Järnväg                              | KSJ        | 891 mm                   |                                            | |
| Kjeflinge-Barsebäcks Järnvägs AB                        | KjBJ       | 1435 mm                  | 16,2 km                                    | (1905–1913), Bahnstrecke Kävlinge–Barsebäckshamn, nach Insolvenz von der Trafikaktiebolaget Kävlinge-Barsebäckshamn übernommen |
| Kinds Härads Järnväg                                    | KindsJ     | 1435 mm                  |                                            | |
| Kinnared–Fegens Järnväg                                 | KFJ        | 1435 mm                  | 11,52 km                                   | (1885–1886), Bahnstrecke Kinnared–Fegen, 1886 von der Halmstad–Nässjö Järnvägsaktiebolag gekauft |
| Klinte Järnvägs AB                                      | KlinteJVG  | 891 mm                   | 4 km                                       | (1910–1917), Bahnstrecke Klintehamn–Klintebys |
| Klintehamn-Roma Järnvägsaktiebolag                      | KlRJ       | 891 mm                   | 23 km                                      | (1897–1947), Bahnstrecke Klintehamn–Roma, 1927–1940 gemeinsame Verwaltung mit Slite–Roma Järnvägsaktiebolag unter Trafikförvaltningen Slite–Klintehamn, 1947 unter gleichem Namen verstaatlicht, 1948 im Rahmen der Eisenbahnverstaatlichung in die SJ eingegliedert |
| Klippan-Röstånga Järnväg                                | KRJ        | 1435 mm                  | 19 km                                      | (1892–1898), Bahnstrecke Klippan–Röstånga, 1898 Übernahme durch Helsingborg-Hässleholms Järnväg (HHJ) |
| Kloten AB                                               | BKJ        | 1435 mm                  | 22 km                                      | (1874–1934), Bahnstrecke Bånghammar–Kloten (Bånghammar-Klotens Järnväg), Betriebsführung mit den Fahrzeugen der Swedish Central Railway Co. Ltd, später durch die Trafikaktiebolaget Grängesberg–Oxelösunds Järnvägar (TGOJ) |
| Krylbo-Norberg järnvägsaktiebolag                       | KNJ        | 1435 mm                  | 19,3 km                                    | (1870–1958), Bahnstrecke Krylbo–Kärrgruvan |
| Köping–Uttersberg–Riddarhyttans Järnvägsaktiebolag      | KURJ       | 1093 mm                  | ca. 60 km                                  | (1911–1952), Bahnstrecke Köping–Uttersberg–Riddarhyttan, am 1. Juli 1952 im Rahmen der Eisenbahnverstaatlichung in die SJ eingegliedert |
| Köping–Uttersbergs Järnvägsaktiebolag                   | KUJ        | 1093 mm                  | 34 km                                      | (1862–1910), Bahnstrecke Köping–Uttersberg, am 1. Januar 1911 Zusammenschluss mit Uttersbergs-Riddarhyttans Järnväg zur Köping–Uttersberg–Riddarhyttans Järnvägsaktiebolag |
| Kosta Järnvägsaktiebolag                                | KLJ        | 600 mm                   | 30 km                                      | (1897–1948), Bahnstrecke Lessebo–Målerås, davon: (1898–1931) Abschnitt Kosta–Målerås |
| Kosta–Lessebo Järnväg                                   | KLJ        | 600 mm                   | 16 km                                      | (1888–1948), Bahnstrecke Kosta–Lessebo, von 1888 bis 1897 zuerst Privatstrecke ohne Konzession, danach konzessionierter Eigenbetrieb bis zur Übernahme durch die Kosta Järnvägsaktiebolag |
| Lindfors-Bosjöns Järnvägsaktiebolag                     | LBB        | 600 mm                   | 29,7 km                                    | (1910–1929), Bahnstrecke Lindfors–Bosjön, Strecke nach Konkurs von Uddeholms AB übernommen, schrittweiser Abbau in den 1930er-Jahren bis zur Einstellung 1949 |
| Länna-Norrtälje Järnväg                                 | LNJ        | 891 mm                   |                                            | |
| Lidköping–Håkantorps järnvägsaktiebolag                 | HLJ        | 891 mm                   | 27 km                                      | (1877–1891) Bahnstrecke Håkantorp–Lidköping, 1886 insolvent, 1891 von Lidköping–Skara–Stenstorps Järnväg übernommen |
| Lidköping–Kvänums järnväg                               |            | 891 mm                   | 25,9 km                                    | Konzession für Strecke Bahnstrecke Lidköping–Kvänum 1907 erteilt, Strecke nie gebaut |
| Lidköping–Kållands järnvägaktiebolag                    |            | 891 mm                   | 28 km                                      | (1908–1928), Bahnstrecke Lidköping–Tun, 1928 von Lidköpings järnvägar übernommen |
| Lidköping-Skara-Stenstorps Järnväg                      | LSSJ       | 891 mm                   |                                            | |
| Ljungafors Järnvägs Aktiebolag                          |            |                          |                                            | (25. August 1910–1911), Planungsgesellschaft für die Bahnstrecke Gullsta–Ljungaverk, 1911 in Johannisbergs Ljungafors Järnvägs Aktiebolag umbenannt |
| Linx                                                    |            | 1435 mm                  |                                            | (2000–2004), Gemeinschaftsunternehmen von SJ und Norges Statsbaner (NSB) für Personenverkehr |
| Ljungbyholm-Karlslunda Järnväg                          | LCJ        | 891 mm                   |                                            | |
| Lödöse–Lilla Edets Järnvägsaktiebolag                   | LLEJ       | 1435 mm                  | 15,2 km                                    | (1906–1947), Bahnstrecke Alvhem–Lilla Edet, von Bergslagernas Järnvägar (BJ) bedient, 1947 mit BJ verstaatlicht, 1948 im Rahmen der Eisenbahnverstaatlichung in die SJ eingegliedert |
| Lund–Bjärreds Järnvägsaktiebolag                        | LBJ        | 1435 mm                  | 11 km                                      | (1898–1918), Bahnstrecke Bjärred–Lund, ab 1912 mit Lund–Revinge Järnvägsaktiebolag (LReJ) unter Verwaltung von Lund stads järnvägar, 1918 Zusammenschluss mit LReJ zur Bjärred–Lund–Harlösa Järnväg (BLHJ) |
| Lund–Revinge Järnvägsaktiebolag                         | LReJ       | 1435 mm                  | 24,2 km                                    | (1903–1918), Bahnstrecke Lund–Harlösa, ab 1912 mit Lund–Bjärreds Järnvägsaktiebolag (LBJ) unter Verwaltung von Lund stads järnvägar, 1918 Zusammenschluss mit LBJ zur Bjärred–Lund–Harlösa Järnväg (BLHJ) |
| Lysekils Järnväg                                        | LyJ        | 1435 mm                  |                                            | |
| Malmö-Limhamns Järnväg                                  | MLJ        | 891 mm / 1435 mm         | 7 km                                       | 2000 aufgelöst |
| Malmö-Trelleborgs Järnväg                               | MTJ        | 1435 mm                  | 32 km                                      | |
| Malmö–Ystads Järnvägsaktiebolag                         | MYJ        | 1435 mm                  | 63 km                                      | (1872–1941), Bahnstrecke Malmö–Ystad, 1941 im Rahmen der Eisenbahnverstaatlichung in die SJ eingegliedert |
| Malmö-Kontinentens Järnväg                              | MKJ        | 1435 mm                  | 29,5 km                                    | |
| Mariestad–Kinnekulle järnvägsaktiebolag                 | MKJ        | 891 mm                   | 27 km                                      | (1888–1908), Bahnstrecke Mariestad–Gössäter, 1908 von Västergötland–Göteborgs järnvägsaktiebolag übernommen |
| Mariestad-Moholms Järnväg                               | MMJ        | 891 mm                   |                                            | |
| Marma-Sandarne Järnväg                                  | MaSJ       | 1435 mm                  |                                            | |
| Matfors-Vattjoms Järnväg                                | MVaJ       | 1067 mm                  |                                            | |
| Mellersta Blekinge Järnväg                              | MBlJ       | 1067 mm                  |                                            | |
| Mellersta Hallands Järnväg                              | MHJ        | 1435 mm                  | 74 km                                      | (1886–1896), Bahnstrecke Halmstad–Varberg (Teil der Västkustbanan), 1896 verstaatlicht und in die SJ eingegliedert |
| Mellersta Östergötlands Järnväg                         | MÖJ        | 891 mm                   | über 170 km                                | (1888–1950), Bahnstrecke Ringstorp–Ödeshög und weitere, Teilabschnitte ab 1908 elektrifiziert, 1919 Übernahme der Fågelsta-Vadstena-Ödeshögs Järnväg (FVOJ), 1934 Übernahme der Väderstad-Skänninge-Bränninge Järnväg (VSBJ), 1950 Übernahme durch SJ |
| Mellersta Södermanlands Järnväg                         | MlSlJ      | 1435 mm                  |                                            | |
| Merresor                                                |            | 1435 mm                  | kein eigenes Netz                          | (2004–2010) |
| Mönsterås–Åseda Järnvägsaktiebolag                      | MÅJ        | 891 mm                   | 70 km                                      | (1900–1910), Bahnstrecke Mönsterås–Växjö |
| Mönsterås nya Järnvägsaktiebolag                        | MÅJ        | 891 mm                   | 70 km                                      | (1910–1940), Bahnstrecke Mönsterås–Växjö, 1940 im Rahmen der Eisenbahnverstaatlichung in die SJ eingegliedert |
| Mora-Älvdalens Järnvägsaktiebolag                       | MEJ        | 1435 mm                  | 40,71 km                                   | (1894–1909), Bahnstrecke Mora–Älvdalen, 1909 von Falun–Rättvik–Mora Järnvägsaktiebolag (FRMJ) übernommen |
| Näs-Horndals Järnväg                                    | NsHJ       | 1435 mm                  |                                            | |
| Näs-Morshyttans Järnväg                                 | NMJ        | 891 mm                   |                                            | |
| Nora–Ervalla järnvägsaktiebolag                         | NEJ        | 1435 mm                  |                                            | (1851–1893), Bahnstrecke Nora–Ervalla, 1893 von Nora–Karlskoga järnvägsaktiebolag übernommen |
| Nora–Karlskoga järnvägsaktiebolag                       | NKJ        | 802 mm / 1435 mm         | 802 mm: 97 km                              | (1894–) 802 mm: Bahnstrecke Bredsjö–Degerfors (Bredsjö–Degerfors Järnväg, BDJ) |
| Nora Bergslags Järnväg                                  | NBsJ       | 1435 mm                  |                                            | |
| Nora Bergslags Järnväg                                  | NBJ        | 1435 mm                  |                                            | |
| Norbergs järnvägsaktiebolag                             | NJ         | 891 mm                   | 10 km                                      | (1850–1855), Bahnstrecke Trättsbo–Kärrgruvan, 1855 nach Konkurs von Norbergs Nya Järnvägsaktiebolag übernommen |
| Norbergs Nya Järnvägsaktiebolag                         |            | 1188 mm ab 1876: 1435 mm | 18 km                                      | (1855–1922), Bahnstrecke Ängelsberg–Kärrgruvan, 1922 von Stockholm–Västerås–Bergslagens Järnvägar übernommen |
| Nordmark-Klarälvens Järnvägar                           | NKlJ       | 891 mm                   |                                            | |
| Norra-Hälsinglands Järnväg                              | NHJ        | 891 mm                   |                                            | |
| Norra Östergötlands Järnvägsaktiebolag                  | NÖJ        | 891 mm                   | 130 km                                     | (1896–1950), Bahnstrecke Örebro–Norrköping, ab 1930 von der Trafikförvaltningen Östergötlands smalspåriga järnvägar verwaltet, 1950 im Rahmen der Eisenbahnverstaatlichung in die SJ eingegliedert |
| Norra Södermanlands Järnvägsaktiebolag                  | NrSlJ      | 1435 mm                  | 121,7 km                                   | (1891–1931), Bahnstrecke Södertälje–Eskilstuna–Nybybruk, 1931 verstaatlicht und in die SJ eingegliedert |
| Norrköping–Söderköping–Vikbolandets Järnväg             | NSVJ       | 891 mm                   | 101,3 km                                   | (1892–1950), Bahnstrecke Norrköping östra–Arkösund (Vikbolandsbanan) und Bahnstrecke Kummelby–Valdemarsvik (Hammarkindsbanan), ab 1930 von der Trafikförvaltningen Östergötlands smalspåriga järnvägar verwaltet, 1950 im Rahmen der Eisenbahnverstaatlichung in die SJ eingegliedert |
| Nybro-Sävsjöström Järnväg                               | NSJ        | 1435 mm                  |                                            | |
| Ormaryd–Anneberg Järnväg                                | OAJ        | 600 mm                   | 7 km                                       | (1909–1935), Bahnstrecke Ormaryd–Anneberg |
| Orsatåg AB                                              |            |                          |                                            | (1998–2003), kein eigenes Netz, nur Eisenbahnverkehrsunternehmen |
| Orsa–Härjeådalens Järnvägsaktiebolag                    |            | 1435 mm                  | 123 km                                     | (1901–1919), Bahnstrecke Sveg–Orsa, 1919 von Statens Järnvägar für die Integration in die Inlandsbahn gekauft |
| Ostkustbanan                                            | aOKB       | 1435 mm                  |                                            | |
| Oxelösund–Flen–Västmanlands Järnvägsaktiebolag          | OFWJ       | 1435 mm                  | 132 km                                     | (1873–1890), Bahnstrecke Kolbäck–Oxelösund, Aktienmehrheit 1897 von Trafikaktiebolaget Grängesberg–Oxelösund (TGO) übernommen, 1900 in TGO integriert |
| Pålsboda–Finspång Jernvägsaktiebolag                    | PFJ        | 891 mm                   | 58 km                                      | (1874–1896), Bahnstrecke Pålsboda–Finspång, 1896 von der Norra Östergötlands Järnvägsaktiebolag übernommen |
| Rimbo-Sunds Järnväg                                     | RSJ        | 891 mm                   |                                            | |
| Ronehamn–Hemse Järnvägsaktiebolag                       | RHJ        | 891 mm                   | 10 km                                      | (1899–1918), Bahnstrecke Ronehamn–Hemse |
| Ruda–Älghults järnvägsaktiebolag                        | RÄJ        | 891 mm                   | 45,7 km                                    | (1917–1931), Bahnstrecke Ruda–Älghult, 1931 Konkurs, 1932 von Östra Smålands Järnväg übernommen |
| Ruda–Oskarshamns Järnvägsaktiebolag                     | ROJ        | 891 mm                   | 33,3 km                                    | (1903–1931), Bahnstrecke Ruda–Oskarshamn, 1931 Konkurs, 1932 von Östra Smålands Järnväg übernommen |
| Sala–Gysinge–Gävle Järnväg                              | SGGJ       | 1435 mm                  | 99,15 km                                   | (1897–1937), Bahnstrecke Sala–Gävle, 1937 von SJ übernommen |
| Sala–Tillberga järnvägsaktiebolag                       | SaTJ       | 1435 mm                  | 28 km                                      | (1874–1906), Bahnstrecke Sala–Tillberga, Betriebsführung ab Eröffnung durch Stockholm–Västerås–Bergslagens Järnvägar (SWB), am 1. Januar 1905 von SWB gekauft |
| Sävsjöström-Nässjö Järnväg                              | SäNJ       | 1435 mm                  |                                            | |
| Siljans Järnvägsaktiebolag                              |            | 1435 mm                  | 37 km                                      | (1881–1912), Bahnstrecke Borlänge–Insjön, 1912 von Södra Dalarnes Järnvägsaktiebolag übernommen |
| Silverhöjden–Mossgruvans transportaktiebolag            |            | 1435 mm                  | 12,5 km                                    | (1918–1936), 1919 Erwerb der seit 1903 nur im Güterverkehr betriebenen Högfors Järnväg und Erweiterung zur Bahnstrecke Silverhöjden–Mossgruvan, teilweise stillgelegt, 1936 an Trafikaktiebolaget Grängesberg–Oxelösunds Järnvägar (TGOJ) verkauft. |
| Simrishamn–Tomelilla Järnväg                            | CTJ        | 1435 mm                  | 27 km                                      | (1882–1896), Bahnstrecke Tomelilla–Simrishamn, 1896 von Malmö–Tomelilla Järnvägsaktiebolag übernommen |
| SJ Gods                                                 | SJG        | 1435 mm                  | kein eigenes Netz                          | ging in Green Cargo AB über |
| Skåne-Hallands Järnväg                                  | SHJ        | 1435 mm                  | 92 km                                      | (1885–1896), Bahnstrecke Helsingborg–Halmstad (Teil der Västkustbanan), 1896 verstaatlicht und in die SJ eingegliedert |
| Skara–Kinnekulle–Vänerns Järnvägsaktiebolag             | SKWJ       | 891 mm                   | 30 km                                      | (1887–1904), Bahnstrecke Skara–Hönsäters hamn, 1904 von Västergötland–Göteborgs järnvägsaktiebolag übernommen |
| Skara–Timmersdala Järnvägsaktiebolag                    | STJ        | 891 mm                   | 24,765 km                                  | (1907–1948), von 1909 bis 1920 Bahnstrecke Skara–Timmersdala unter eigener Regie, 1920 von Statens Järnvägar übernommen, 1925 an Västergötland–Göteborgs järnvägsaktiebolag verkauft, 1932 Personenverkehr eingestellt, 1940 Streckenabschnitt Dämman–Timmersdala eingestellt, 1948 im Rahmen der Eisenbahnverstaatlichung in die SJ eingegliedert |
| Skövde-Axvalls Järnväg                                  | SAJ        | 891 mm                   |                                            | |
| Skymnäs-Munkfors Järnväg                                | SMJ        | 891 mm                   |                                            | |
| Slite–Roma Järnvägsaktiebolag                           | SlRJ       | 891 mm                   | 33 km                                      | (1897–1947), Bahnstrecke Slite–Roma, 1927–1940 gemeinsame Verwaltung mit Klintehamn-Roma Järnvägsaktiebolag unter Trafikförvaltningen Slite–Klintehamn, 1947 unter gleichem Namen verstaatlicht, 1948 in SJ eingegliedert |
| Söderhamns Jernvägs Aktiebolag                          |            | 1217 mm                  |                                            | (1858–1885), Bahnstrecke Söderhamn–Bergvik (9. September 1861 bis 5. November 1885), am 1. November 1885 von SJ übernommen, umgespurt und am 2. Juli 1886 als Bahnstrecke Kilafors–Söderhamn–Stugsund–Åänge wieder eröffnet. Pferdebahn Landa–Edsänge (vom 9. September 1861 bis 6. Juni 1879) |
| Södra Kinnekulle Järnvägsaktiebolag                     | SKJ        | 891 mm                   | 9 km                                       | (1918–1928), Bahnstrecke Källby–Kinne-Kleva, 1928 verstaatlicht, 1928–1948 Eigentum der Stadt Linköping, danach erneut verstaatlicht und in die SJ eingegliedert |
| Södra Roslags Kustbana                                  | SRK        | 891 mm                   |                                            | |
| Södra Ölands Järnväg                                    | SÖJ        | 891 mm                   |                                            | Ölands Järnväg (ÖJ) |
| Sölvesborg-Kristianstads Järnväg                        | SCJ        | 1067 mm                  |                                            | |
| Aktiebolaget Stafsjö järnväg                            | Nunnebanan | 600 mm                   | 17,8 km                                    | (1902–1939), Bahnstrecke Kolmården–Virå |
| Stockholm–Rimbo Järnvägsaktiebolag                      | SRJ        | 891 mm                   |                                            | Streckennetz wurde 1951 verstaatlicht und unter dem Namen Stockholm–Roslagen Järnvägsaktiebolag weitergeführt |
| Stockholm–Roslagen Järnvägsaktiebolag                   | SRJ        | 891 mm                   |                                            | Restnetz am 1. Mai 1972 an Storstockholms Lokaltrafik übergeben |
| Stockholm–Västerås–Bergslagens Järnvägar                | SWB        | 1435 mm                  |                                            | (1871–1944), ursprünglich Stockholm-Westerås-Bergslagens Jernvägsaktiebolag, Bahnstrecken Stockholm–Köping, Tillberga–Ludvika–Vansbro und weitere, Übernahmen: 1906 Sala-Tillberga Järnväg (SaTJ, Betriebsführung durch SWB seit 1875), 1908 Enköping–Heby–Runhällens Järnvägs AB (EHRJ), 1922 Norbergs Järnväg (NJ, Betriebsführung durch SWB seit 1876); 1944 verstaatlicht und in die SJ eingegliedert                                                                                             |
| Striberg–Grängens Järnvägsaktiebolag                    | SGJ        | 802 mm                   | 43 km                                      | (1885–1894), Umspurung der von der Bredsjö–Grängens Trafikaktiebolag übernommenen Pferdebahn Bredsjö–Grängen und Integration in die neu gebaute Bahnstrecke Striberg–Grängen, 1894 in die der Nora–Karlskoga järnvägsaktiebolag gehörenden Bredsjö–Degerfors Järnväg aufgegangen |
| Stråssabanan                                            | SSJ        | 1435 mm                  | 8,4 km                                     | (1914–1932, 1941–1981, 1992–1993), Bahnstrecke Storå–Stråssa (Storå-Stråssa Järnväg), Betriebsführung mit den Fahrzeugen der Swedish Central Railway Co. Ltd, später durch die Trafikaktiebolaget Grängesberg–Oxelösunds Järnvägar (TGOJ) |
| Strömstad-Skee järnvägsaktiebolag                       | SSkJ       | 1435 mm                  | 7 km                                       | (1898–1906), Bahnstrecke Strömstad–Skee, am 1. Januar 1907 von SJ übernommen |
| Sundsvalls Järnvägsaktiebolag                           |            | 1067 mm                  | 57 + 3 km                                  | (1872–1890), Bahnstrecke Sundsvall–Torpshammar (STJ), 1872 gebaut, 1875 von SJ übernommen und auf Normalspur umgespurt, Bahnstrecke Matfors–Vattjom (MVaJ), 1874 gebaut, 1889 an Matfors AB verkauft |
| Svenska Centraljärnvägsaktiebolaget                     |            |                          |                                            | (1865–1869), Planungsgesellschaft für die Bahnstrecke Frövi–Ludvika, Konzession wurde nicht erteilt. |
| Svartelvs järnvägsaktiebolag                            | SEJ        | 1435 mm                  | 37,6 km                                    | (1884–1892), Bahnstrecke Kortfors–Kalrsdalsbruk 1888 von Dalälven-Rämen-Kortfors Järnväg übernommen und bis Grythyttehed ausgebaut; 1892 durch Konkurs aufgelöst; Strecke wurde bis zur Stilllegung 1936 von Statens Järnvägar betrieben, jedoch nicht übernommen. |
| Svenska Tågkompaniet AB                                 | TÅGAB      | 1435 mm                  | kein eigenes Netz                          | (bis 23. April 2019) |
| Swedish Central Railway Co. Ltd                         |            | 1435 mm                  | 100 km                                     | (1869–1875), Bahnstrecke Frövi–Ludvika, auch Svenska Centralbanan oder Swedish Central Railway genannt, ab 1875 Frövi–Ludvika Järnväg |
| Sydvästra Gotlands Järnvägsaktiebolag                   | SGJ        | 891 mm                   | 27 km                                      | (1924–1927), Bahnstrecke Klintehamn–Hablingbo, 1927 von Klintehamn-Roma Järnvägsaktiebolag übernommen |
| Tidaholms Järnvägsaktiebolag                            | TJ         | 1435 mm                  | 34 km                                      | (1904–1939), Bahnstrecke Åsarp–Vartofta (8 km) von der Västra Centralbanans Järnvägsaktiebolag 1907 nach Umspurung von 891 mm wieder in Betrieb genommen und 1918 stillgelegt, Bahnstrecke Tidaholm–Vartofta (24 km) 1906 gebaut, 1939 im Rahmen der Eisenbahnverstaatlichung in die SJ eingegliedert |
| Trafikaktiebolaget Kävlinge-Barsebäckshamn              | KjBJ       | 1435 mm                  | 16,2 km                                    | (1913–1927), Bahnstrecke Kävlinge–Barsebäckshamn, 1927 von Statens Järnvägar übernommen |
| TGOJ Trafik                                             | TGOJ       | 1435 mm                  | kein eigenes Netz                          | früher Trafikaktiebolaget Grängesberg – Oxelösunds järnvägar, ab 1. Januar 2011 in Green Cargo integriert |
| Trafikförvaltningen Göteborg–Dalarne–Gävle              | GDG/TGDG   | 1435 mm                  |                                            | (GDG 1919–1947), (TGDG 1947–1948), |
| Trafikförvaltningen Göteborg–Stockholm–Gävle            | GSG        | 1435 mm                  |                                            | (1909–1918), |
| Trafikförvaltningen Östergötlands smalspåriga järnvägar | TÖJ        | 891 mm                   |                                            | (1929–1950), keine eigene Strecke, gemeinsame Verwaltung der Strecken von Norra Östergötlands Järnvägsaktiebolag, Norrköping–Söderköping–Vikbolandets Järnväg (Vikbolandsbanan), Mellersta Östergötlands järnvägar sowie Industriestrecken der Stadt Norrköping, Strecke Norsholm–Ringstorp der Norsholm–Västervik–Hultsfreds Järnvägar (NVHJ) und Strecke Skänninge–Bränninge (insgesamt 400,7 km), 1950 im Rahmen der Eisenbahnverstaatlichung in die SJ eingegliedert                              |
| Trelleborg-Rydsgårds Järnväg                            | TRJ        | 1435 mm                  |                                            | |
| Trollhättan-Nossebro Järnväg                            | TNJ        | 891 mm                   |                                            | |
| Uddeholms Järnväg                                       |            | 891 mm                   |                                            | |
| Uddevalla-Lelångens järnväg                             | ULB        | 891 mm                   |                                            | |
| Uddevalla-Vänersborg-Herrljunga Järnväg                 | UWHJ UVHJ  | 1217 mm                  |                                            | |
| Ulricehamn–Vartofta Järnvägsaktiebolag                  | UWJ        | 891 mm                   | 35 km                                      | (1872–1878), Bahnstrecke Ulricehamn–Vartofta, 1878 von der Ulricehamns Järnväg übernommen |
| Ulricehamns Järnväg                                     | UJ         | 891 mm                   | 35 km                                      | (1878–1903), Bahnstrecke Ulricehamn–Vartofta, 1903 von der Västra Centralbanans Järnvägsaktiebolag übernommen |
| Uppsala–Enköpings järnvägsaktiebolag                    | UEJ        | 1435 mm                  | 41 km                                      | (1907–1937), Bahnstrecke Uppsala–Enköping, 1937 aus Konkursmasse der UEJ von Statens Järnvägar übernommen und bis 1979 weiterbetrieben |
| Uppsala-Gävle Järnväg                                   | UGJ        | 1435 mm                  |                                            | |
| Utsjö Jernvägsbolag                                     |            | 1067 mm                  | 5 km                                       | (1871–1896), Bahnstrecke Västra Utsjö–Båthussjön, Waldbahn |
| Uttersbergs-Riddarhyttans Järnväg                       | URJ        | 1093 mm                  | 12 km öffentlich ca. 20 km nichtöffentlich | (1879–1910), Bahnstrecke Uttersberg–Riddarhyttan, am 1. Januar 1911 von Köping–Uttersbergs Järnvägsaktiebolag übernommen, bildete mit dieser die neue Gesellschaft Köping–Uttersberg–Riddarhyttans Järnvägsaktiebolag |
| Väderstad-Skänninge-Bränninge Järnväg                   | VSBJ       | 891 mm                   | 43 km                                      | (1907–1934), Bahnstrecke Bränninge–Väderstad, 1934 übernommen von Mellersta Östergötlands Järnväg (MÖJ) |
| Vadstena-Fågelsta Järnväg                               | WFJ        | 891 mm                   | 42 km                                      | (1873–1886), zeitgenössische Schreibweise Wadstena-Fogelsta Järnväg, Bahnstrecke Vadstena–Fågelsta, 1886 übernommen von Fågelsta-Vadstena-Ödeshögs Järnväg (FVOJ) |
| Varberg−Ätrans Järnvägsaktiebolag                       | WbÄJ       | 1435 mm                  | 49 km                                      | (1907–1932), Bahnstrecke Varberg–Ätran, ab 1932 von der Varberg–Kinnared Trafik AB, einer Tochtergesellschaft der HNJ betrieben. |
| Varberg-Borås-Herrljunga Järnväg                        | VBHJ       | 1435 mm                  |                                            | |
| Varberg-Borås Järnväg                                   | WBJ        | 1435 mm                  |                                            | |
| Varberg–Kinnared Trafik AB                              |            | 1435 mm                  | 49 km                                      | (1932–1936), Bahnstrecke Varberg–Ätran, ab 1936 Betriebsführung durch SJ, 1938 im Rahmen der Eisenbahnverstaatlichung in die SJ eingegliedert. |
| Västergötland–Göteborgs järnvägsaktiebolag              | VGJ        | 891 mm                   | 141 km                                     | (1896–1948), Bahnstrecke Göteborg–Skara, Bahnstrecke Tumleberg–Håkantorp, Bahnstrecke Torved–Gullspång, 1904 Bahnstrecke Skara–Hönsäters hamn von Skara–Kinnekulle–Vänerns Järnvägsaktiebolag übernommen, 1908 Bahnstrecke Mariestad–Gössäter von Mariestad–Kinnekulle järnvägsaktiebolag übernommen, 1920 Bahnstrecke Skara–Timmersdala von Statens Järnvägar übernommen, 1948 im Rahmen der Eisenbahnverstaatlichung in die SJ eingegliedert.                                                       |
| Västra Blekinge Järnväg                                 | VBlJ       | 1067 mm                  |                                            | |
| Västra Centralbanans Järnvägsaktiebolag                 | VCJ        | 891/1435 mm              | 35/129 km                                  | (1903–1923), Bahnstrecke Ulricehamn–Vartofta 1903 von der Ulricehamns Järnväg übernommen, 1906/1907 stillgelegt und auf Normalspur umgebaut. Abschnitt Ulricehamn–Åsarp 1906 in Bahnstrecke Landeryd–Falköping integriert, Abschnitt zwischen Åsarp und Vartofta von der Tidaholms Järnvägsaktiebolag 1907 wieder in Betrieb genommen, nach Konkurs 1917 von Halmstad–Nässjö Järnvägsaktiebolag gekauft, 1923 in HNJ integriert                                                                       |
| Växjö-Alvesta Järnväg                                   | WAJ        | 1435 mm                  |                                            | |
| Växjö–Åseda–Hultsfreds Järnväg                          | VÅHJ       | 891 mm                   |                                            | |
| Växjö-Hultsfred-Västervik Järnväg                       | VHVJ       | 891 mm                   |                                            | |
| Växjö–Klavreström–Åseda Järnväg                         | VKÅJ       | 891 mm                   | 60 km                                      | (1902–19xx), Bahnstrecke Växjö–Klavreström, 1902 von Växjö–Klavreström–Åseda Järnväg übernommen und Bahnstrecke Klavreström–Åseda |
| Växjö–Klavreströms Järnvägsaktiebolag                   | WKJ        | 891 mm                   | 44 km                                      | (1895–1902), Bahnstrecke Växjö–Klavreström, 1902 Übergang an Växjö–Klavreström–Åseda Järnväg |
| Växjö-Tingsryds Järnväg                                 | VTJ        | 1067 mm                  |                                            | |
| Växjö-Virserums Järnväg                                 | VVJ        | 891 mm                   |                                            | |
| Aktiebolaget Hvetlanda Järnvägar                        | VJ         | 891 mm                   | 81 km                                      | (1917–1945) Bahnstrecke Sävsjö–Målilla, 1945 in eine staatliche Gesellschaft gleichen Namens umgewandelt, 1946 in die SJ integriert. |
| Vikern–Möckelns järnvägsaktiebolag                      | WMJ        | 802 mm                   | 54,5 km                                    | (1871–1894), Bahnstrecke Striberg–Degerfors, 1894 in die der Nora–Karlskoga järnvägsaktiebolag gehörenden Bredsjö–Degerfors Järnväg übernommen |
| Trafik AB Visby–Visborgsslätt                           |            | 891 mm                   | 2,5 km                                     | (1904–1912), Bahnstrecke Visby–Visborgsslätt, Strecke danach von Trafik AB Västerhejde–Visby angemietet |
| Trafik AB Västerhejde–Visby                             |            | 891 mm                   | 5 km                                       | (1912–1941), Bahnstrecke Visby–Visborgsslätt–Bjärs, 1941 im Rahmen der Eisenbahnverstaatlichung in die SJ eingegliedert |
| Vislanda-Bolmens Järnväg                                | ViBJ       | 1067 mm                  |                                            | |
| Wessman–Barkens Jernvägs-Aktiebolag                     | WBJ        | 1188 mm                  |                                            | (1855–1903), Bahnstrecke Marnäs–Smedjebacken, ab 1883 Smedjebackens Järnväg (SmbJ), 1898 von der Stockholm–Västerås–Bergslagens Järnvägar übernommen |
| Woxna Express AB                                        |            | 1435 mm                  |                                            | (1994–1999), kein eigenes Netz, nur Eisenbahnverkehrsunternehmen |
| Woxna–Lobonäs Järnvägsaktiebolag                        | WLJ        | 802 mm                   | 28,86 km                                   | (1907–1932), Bahnstrecke Voxna–Lobonäs |
| Järnvägsaktiebolaget Ystad–Brösarp                      | YBJ        | 1435 mm                  | 29,8 km                                    | (1899–1941), Bahnstrecke Tomelilla–Brösarp, 1941 im Rahmen der Eisenbahnverstaatlichung in die SJ eingegliedert |
| Ystad–Eslövs Järnvägsaktiebolag                         | YEJ        | 1435 mm                  | 76 km                                      | (1862–1941), Bahnstrecke Ystad–Eslöv, 1941 im Rahmen der Eisenbahnverstaatlichung in die SJ eingegliedert |
| Ystad–Gärsnäs Järnvägsaktiebolag                        | YGJ        | 1435 mm                  | 28 + 14 km                                 | (1893–1929), Bahnstrecke Köpingebro–Gärsnäs, 1905 Übernahme der Järnvägsaktiebolaget Gärsnäs–S:t Olof mit der Bahnstrecke Gärsnäs–Sankt Olof, 1929 in Ystad–S:t Olofs Järnvägsaktiebolag umbenannt |
| Ystad–S:t Olofs Järnvägsaktiebolag                      | YGStOJ     | 1435 mm                  | 42 km                                      | (1929–1941), Bahnstrecke Köpingebro–Gärsnäs und Bahnstrecke Gärsnäs–Sankt Olof, 1941 im Rahmen der Eisenbahnverstaatlichung in die SJ eingegliedert |
| Ystad–Skivarps Järnvägsaktiebolag                       | YSJ        | 1435 mm                  | 11 km                                      | (1901–1919), Bahnstrecke Charlottenlund–Skivarp, Strecke 1919 stillgelegt und Gesellschaft aufgelöst |
| Trafikförbundet Ystads Järnvägar                        | YJ         | 1435 mm                  |                                            | (1912–1941, Zusammenarbeit schon früher), Konsortium zur Verwaltung von sechs selbstständigen Eisenbahngesellschaften in Schonen, kein eigenes Netz |
| Åmål–Årjängs Järnvägsaktiebolag                         | ÅmÅJ       | 1435 mm                  | 72,4 km                                    | (1916–1937), Bahnstrecke Åmål–Årjäng, 1937 von Järnvägsaktiebolaget Dal–Västra Värmland übernommen |
| Ölands Järnvägar                                        | OJ         | 891 mm                   |                                            | entstand aus der Fusion von Borgholm-Böda Järnväg (BBJ) und Södra Ölands Järnväg (SÖJ) |
| Örebro–Köpings Järnväg                                  | ÖKJ        | 1435 mm                  |                                            | ehemals Köping–Hults Järnväg (KHJ) |
| Järnvägs AB Örebro–Skebäck                              | ÖSkbJ      | 891 mm / 1435 mm         | 4,1 km                                     | (1904–1956), Bahnstrecke Örebro–Skebäck, von 1908 bis 1951 Dreischienengleis, seit 1956 Industrieanschlussgleis |
| Östra-Skånes Järnvägar                                  | ÖSJ        | 1435 mm                  |                                            | |
| Östra Blekinge Järnväg                                  | ÖBlJ       | 1067 mm                  |                                            | |
| Östra Smålands Järnväg                                  | ÖSmJ       | 891 mm                   | 79 km                                      | (1932–1936), Bahnstrecke Oskarshamn–Älghult, 1937 in die Kalmar läns östra järnvägsaktiebolag integriert |
| Östra Värends Järnväg                                   | ÖVJ        | 891 mm                   |                                            | |
| Östra Värmlands järnvägsaktiebolag                      | ÖWJ        | 1435 mm                  | 60 km                                      | (1873–1897), Bahnstrecke Persbergs gruva–Kristinehamn, 1897 von Mora Vänerns järnvägsaktiebolag übernommen |

## Liste schwedischer Museumsbahngesellschaften/Museumsbahnvereine
| Name                                            | Abkürzung | Spurweite | Länge Streckennetz | Bemerkungen |
| ----------------------------------------------- | --------- | --------- | ------------------ | --- |
| Museiföreningen Anten–Gräfsnäs Järnväg          |           | 891 mm    | 11 km              | (1967 – ), Bahnstrecke Anten–Gräfsnäs, (Museumsbahn)                                                                       |
| Arvidsjaurs Järnvägsförening                    |           | 1435 mm   |                    | (1986 – ) Inlandsbahn, (Museumszüge mit Dampf, Dieseltriebwagen)                                                           |
| Bläse Kalkbruksmuseums intresseförening         |           | 600 mm    | 2,2 km             | (1991 – ), Bahnstrecke Bläse kalkbrottet–Bläse hamnen, (Museumsbahn)                                                       |
| Föreningen Böda Skogsjärnväg                    |           | 600 mm    | km                 | (1974 – ), Böda Skogsjärnväg, (Museumsbahn)                                                                                |
| Dal–Västra Värmlands Järnväg                    |           | 1435 mm   | 43 + 53 km         | (1987 – ), Bahnstrecke Mellerud–Bengtsfors, (Museumsbahn mit Triebwagen), Bahnstrecke Bengtsfors–Årjäng (Draisinenbetrieb) |
| Engelsbergs Norberg Järnvägshistoriska förening | ENJ       | 1435 mm   | 18 km              | (1999 – ) Bahnstrecke Ängelsberg–Kärrgruvan, (Museumsbahn mit Triebwagen)                                                  |
| Föreningen Gotlandståget                        | GHJ       | 891 mm    | 1,3 km             | (1972 – ), Bahnstrecke Hesselby–Roma als Gotlands Hesselby Jernväg, (Museumsbahn)                                          |
| Järnvägssällskapet Åmål–Årjäng                  |           | 1435 mm   | 27 km              | (1991 – ), Bahnstrecke Åmål–Svanskog, (Museumsbahn)                                                                        |
| Malmbanans vänner                               |           | 1435 mm   | 5,5 km             | (1986 – ), Bahnstrecke Gammelstad–Karlsvikshyttan, (Museumsbahn)                                                           |
| Museiföreningen Stockholm-Roslagens Järnvägar   | SRJmf     | 891 mm    | 33 km              | (1974 – ), Bahnstrecke Uppsala–Länna, (Museumsbahn)                                                                        |
| Munkedals Jernvägsklubb                         | MJ        | 600 mm    | 3,1 km             | (1985 – ), Bahnstrecke Munkedals hamn–Munkedals nedre, (Museumsbahn)                                                       |
| Skånska Järnvägar AB                            |           | 1435 mm   | 27 km              | (1969 – ), Bahnstrecke Gärsnäs–Sankt Olof (1971–2008), Bahnstrecke Sankt Olof–Brösarp (1971 – ) – (Museumsbahn)            |
| Museiföreningen Skara–Lundsbrunns Järnväg       |           | 891 mm    | 12 km              | (1967 – ), Bahnstrecke Skara–Lundsbrunn, (Museumsbahn)                                                                     |
| Upsala–Lenna Jernväg                            | ULJ       | 891 mm    | 32,6 km            | |

## Liste weiterer schwedischer Unternehmen, die Bahnstrecken betreiben/betrieben haben
| Name                                            | Abkürzung   | Spurweite                | Länge Streckennetz | Bemerkungen |
| ----------------------------------------------- | ----------- | ------------------------ | ------------------ | --- |
| Brattfors Aktiebolag                            |             | 750 mm                   | 9 km               | (1902–1932), Bahnstrecke Brattfors–Gejierstal |
| Bredsjö–Grängens Trafikaktiebolag               | BGJ         | 742 mm                   | 9 km               | (1882–1893), Pferdebahn, Bahnstrecke Bredsjö–Hjulsjö, Schifffahrtslinie über den Hjulsjön und den See Grängen, Pferdebahn zwischen Nyhyttan (Södra Hyttan) und dem See Grängen, 1893 von Striberg–Grängens Järnvägsaktiebolag übernommen |
| Christinehamns–Sjöändans Järnväg                | CJ          | 1099 mm                  | 9 km               | (1850–1873), Pferdebahn, Bahnstrecke Christinehamn–Sjöändan, ab 1858 Dampfbetrieb, 1873 von Östra Värmlands järnvägsaktiebolag übernommen                                                                                                |
| Glava Glasbruks järnvägsbygge                   |             | 750 mm                   | 9 km               | (1881–1938), Bahnstrecke Glava Glasbruk–Glava |
| Kroppa Jernvägs- och Sjö-transports-Actie-Bolag |             | 692 mm / 792 mm / 802 mm | 9 km               | (1855–1873), Pferdebahn, Bahnstrecke Gammalkroppa–Nykroppa, ab 1869 Dampfbetrieb, 1873 von Östra Värmlands järnvägsaktiebolag übernommen                                                                                                 |
| Matfors AB                                      |             | 1067 mm                  | 3,7 km             | (1889–1892), Bahnstrecke Vattjom–Runsvik, nach Insolvenz der Matfors AB von Tuna fabriksaktiebolag übernommen |
| Munkedals AB                                    |             | 750 mm                   | 5,6 km             | (1895–1965), Bahnstrecke Munkedals övre–Munkedals hamn |
| Ränkesed–Sulviks Järnvägs Aktiebolag            |             | 891 mm                   | 4,4 km             | (1854–1877), Pferdebahn, Bahnstrecke Ränkesed–Sulvik |
| Svenska Cellulosa Aktiebolaget                  |             | 1435 mm                  | 3,7 km             | (1929–1967), Bahnstrecke Vattjom–Runsvik, Personenverkehr und Abschnitt Matfors–Runsvik im Oktober 1931 eingestellt, Reststrecke 1967 eingestellt                                                                                        |
| Tuna fabriksaktiebolag                          |             | 1067 mm                  | 3,7 km             | (1892–1903), Bahnstrecke Vattjom–Runsvik, dann von Tuna Järnvägsaktiebolag weiter betrieben |
| Tuna Järnvägsaktiebolag                         |             | 1067 mm / 1435 mm        | 3,7 km             | (1903–1929), Bahnstrecke Vattjom–Runsvik, 1919 auf Normalspur umgebaut, 1929 Betriebsübergang an Svenska Cellulosa Aktiebolaget |
| Ytong AB                                        |             | 1435 mm                  | 8 km               | (1954–1973), Bahnstrecke Kumla–Närkes Kvarntorp, Personenverkehr 1954 eingestellt |
| Yxhult AB                                       |             | 1435 mm                  | 8 km               | (1973–1983), Bahnstrecke Kumla–Närkes Kvarntorp, 1983 an Statens Järnvägar (SJ) verkauft |
| Yxhults stenhuggeriaktiebolag                   |             | 1435 mm                  | 6 km               | (1885–1954), Bahnstrecke Kumla–Yxhult, 1942 bis Närkes Kvarntorp verlängert, ab 1943 Personenverkehr |
| Åg–Wintjerns Järnväg                            | ÅJ oder ÅWJ | 891 mm                   | 15 km              | (1883–1948), Bahnstrecke Wintjern–Svartbäcken |
| Åmmebergs järnväg                               | ÅJ          | 1435 mm                  | 10,9 km            | (1863–1975), Bahnstrecke Åmmeberg–Zinkgruvan |